# Steven Gilborn
Steven Neil Gilborn (New Rochelle, 15 luglio 1936 – Chatham, 2 gennaio 2009) è stato un attore statunitense.

## Filmografia parziale

### Cinema
- Anna, regia di Yurek Bogayevicz (1987)
- Dice lui, dice lei (He Said, She Said), regia di Ken Kwapis e Marisa Silver (1991)
- Safe, regia di Todd Haynes (1995)
- La famiglia Brady (The Brady Bunch Movie), regia di Betty Thomas (1995)
- Dunston - Licenza di ridere (Dunston Checks In), regia di Ken Kwapis (1996)
- Il ritorno della famiglia Brady (A Very Brady Sequel), regia di Arlene Sanford (1996)
- Private Parts, regia di Betty Thomas (1997)
- Alien - La clonazione (Alien Resurrection), regia di Jean-Pierre Jeunet (1997) - voce
- Joyride, regia di Quinton Peeples (1997)
- Il dottor Dolittle (Dr. Dolittle), regia di Betty Thomas (1998)
- Betty Love (Nurse Betty), regia di Neil LaBute (2000)
- Evolution, regia di Ivan Reitman (2001)
- The Kiss, regia di Gorman Bechard (2003) - Direct-to-video

### Televisione
- Ai confini della notte (The Edge of Night) – serie TV, 2 episodi (1982)
- Law & Order - I due volti della giustizia (Law & Order) – serie TV, 3 episodi (1989-1990)
- Colombo (Columbo) – serie TV, 4 episodi (1990-1991)
- Teech – serie TV, 13 episodi (1991)
- Legami di sangue, vincoli d'amore (Desperate Choices: To Save My Child), regia di Andy Tennant – film TV (1992)
- Avvocati a Los Angeles (L.A. Law) – serie TV, 3 episodi (1990-1993)
- Dream On – serie TV, 6 episodi (1993-1996)
- Il prezzo del tradimento (Her Costly Affair), regia di John Patterson – film TV (1996)
- Ellen – serie TV, 27 episodi (1994-1998)
- The Practice - Professione avvocati (The Practice) – serie TV, 6 episodi (1998-2001)
- Senza traccia (Without a Trace) – serie TV, un episodio (2006)

## Doppiatori italiani
Nelle versioni in italiano delle opere in cui ha recitato, Steven Gilborn è stato doppiato da:
- Dario De Grassi in E.R. - Medici in prima linea
- Sergio Graziani in Malcolm